# Vladimir Vladimirovič Majakovskij

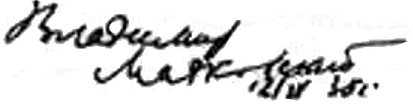
Firma di Majakovskij

Vladimir Vladimirovič Majakovskij (in russo Влади́мир Влади́мирович Маяко́вский?, AFI: [vɫɐˈdʲimʲɪr vɫɐˈdʲimʲɪrəvʲɪt͡ɕ mə(ɪ̯)ɪˈkofskʲɪɪ̯]; ; Bagdati, 19 luglio (7 luglio nel calendario giuliano) 1893 – Mosca, 14 aprile 1930) è stato un poeta, scrittore, drammaturgo, regista teatrale, attore, pittore, grafico e giornalista sovietico, cantore della rivoluzione d'ottobre e maggior interprete del nuovo corso intrapreso dalla cultura russa post-rivoluzionaria.

## Biografia
Majakovskij nacque a Bagdati, in Georgia (al tempo parte dell'Impero russo), il 7 luglio 1893, figlio di Vladimir Konstantinovič Majakovskij, un guardaboschi russo appartenente a una nobile famiglia di origini in parte cosacco-zaporoghe, e di Aleksandra Alekseevna Pavlenko, una casalinga ucraina. Orfano del padre a soli sette anni, ebbe un'infanzia difficile e ribelle; all'età di tredici anni, si trasferì a Mosca con la madre e le sorelle. Studiò al ginnasio fino al 1908, quando si dedicò all'attività rivoluzionaria. Aderì al Partito Operaio Socialdemocratico Russo e venne per tre volte arrestato e poi rilasciato dalla polizia zarista. Il poeta racconta del terzo arresto nel saggio autobiografico Ja sam (Io da solo). In carcere cominciò anche a scrivere poesie su un quaderno che andò perduto.
Nel 1911 si iscrisse all'Accademia di Pittura, Scultura e Architettura di Mosca dove incontrò David Burljuk, che, entusiasmatosi per i suoi versi, gli propose 50 copechi al giorno per scrivere. Nel maggio del 1913 fu pubblicata la sua prima raccolta di poesie Ja! (Io!) in trecento copie litografate. Tra il 2 e il 4 dicembre l'omonima opera teatrale, dove Majakovskij lanciava la famosa equazione "futurismo=rivoluzione", fu rappresentata in un piccolo teatro di Pietroburgo.

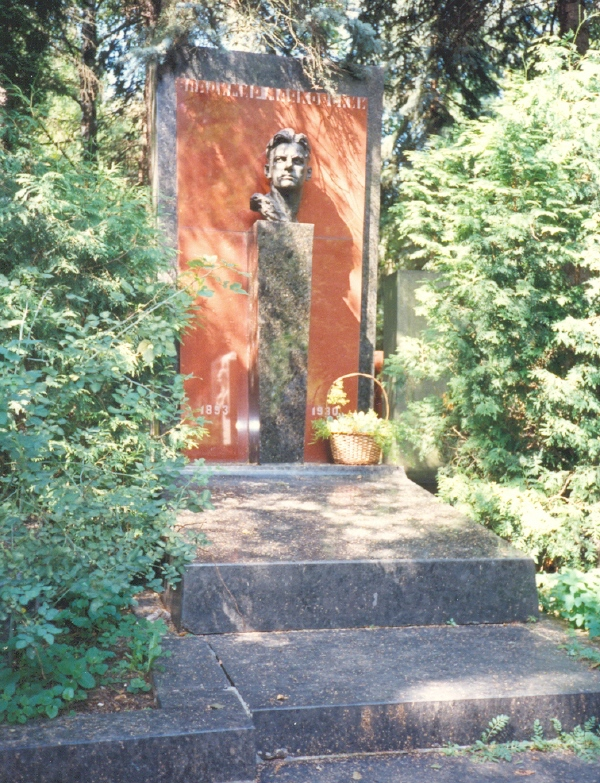
La tomba al cimitero di Novodevičij a Mosca

Aderì al cubofuturismo russo, firmando nel 1912 insieme ad altri artisti (Burljuk, Kamenskij, Kručёnych, Chlebnikov) il manifesto Schiaffo al gusto del pubblico «dove veniva dichiarato il più completo distacco dalle formule poetiche del passato, la volontà di una rivoluzione lessicale e sintattica, l'assoluta libertà nell'uso dei caratteri tipografici, formati, carte da stampa, impaginazioni.»
Nel 1915 pubblicò Oblako v štanach (La nuvola in calzoni) e l'anno successivo Flejta-pozvonočnik (Il flauto di vertebre). Ben presto mise la sua arte, così ricca di pathos, al servizio della rivoluzione bolscevica, sostenendo la necessità di una propaganda che attraverso la poesia divenisse espressione immediata della rivoluzione in atto, in quanto capovolgimento dei valori sentimentali e ideologici del passato.
Fin dagli esordi della nuova avanguardia futurista si batté contro il cosiddetto "vecchiume", ovvero l'arte e la letteratura del passato, proponendo, al contrario, testi letterari concepiti con un forte senso finalistico (la poesia non aveva senso per lui senza una finalità precisa e un pubblico definito) e con scelte stilistiche rivoluzionarie, esposte nel suo scritto Come far versi, del 1926. Insieme ad altri fondò il giornale Iskusstvo kommuny ed organizzò discussioni e letture di versi nelle fabbriche e nelle officine, al punto che alcuni quartieri operai formarono gruppi "comunisti-futuristi". I suoi tentativi, però, trovarono opposizioni e censure da parte prima del regime zarista e poi della dittatura staliniana.
In un primo periodo egli lavorò alla ROSTA, agenzia pubblica delle comunicazioni, e quindi fondò il LEF (Levyj Front Iskusstva, "Fronte di Sinistra delle Arti") nel 1922 che secondo Majakovskij aveva il compito di «...unificare il fronte per minare il vecchiume, per andare alla conquista di una nuova cultura [...] Il Lef agiterà con la nostra arte le masse, attingendo da loro la loro forza organizzativa. Il LEF combatterà per un'arte che sia costruzione della vita.»
Nel maggio del 1925 partì alla volta dell'America, che raggiungerà nel luglio dello stesso anno per trattenervisi circa tre mesi annotando versi e impressioni su un taccuino. Tornato in URSS pubblicò 22 poesie del cosiddetto Ciclo americano su alcune riviste e giornali nel periodo compreso tra il dicembre del 1925 e il gennaio 1926 e gli scritti in prosa nel 1926 con il titolo di La mia scoperta dell'America. Da questi scritti l'atteggiamento di Majakovskij nei confronti degli Stati Uniti appare contraddittorio, passa infatti da momenti di entusiasmo e attrazione ad altri di rabbia per le condizioni di semischiavitù degli operai delle fabbriche.

Con il poema 150.000.000, in cui «i versi sono le parole d'ordine, i comizi, le grida della folla... l'azione è il movimento della folla, l'urto delle classi, la lotta delle idee...», e con il dramma, Mistero buffo Majakovskij descrisse quanto di grande e di comico ci fosse nella rivoluzione. In questa luce vanno considerate le opere di Majakovskij, dai poemi di propaganda proletaria come Bene! e Lenin, alle commedie come La cimice e Il bagno, espressioni critiche del mondo piccolo-borghese e dei problemi della realtà quotidiana. L'ultima opera di Majakovskij, uno dei punti più alti della sua poesia, è il prologo di un poema incompiuto, A piena voce, del 1930, che potrebbe quasi dirsi il suo testamento spirituale.

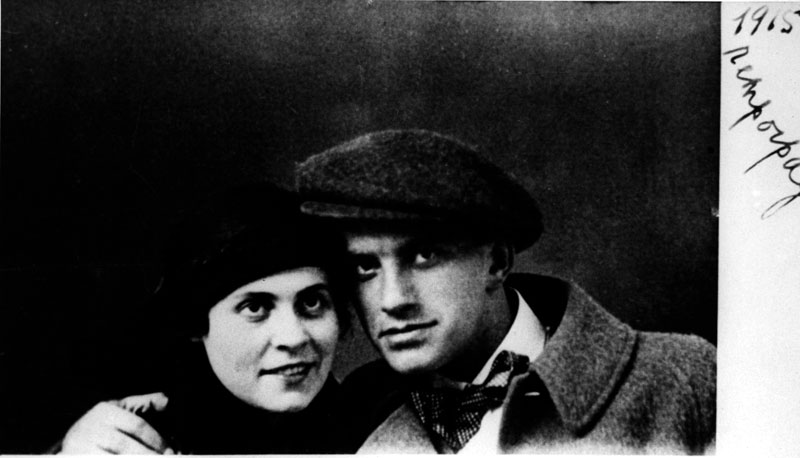
Lilja Brik e Majakovskij

Sovente Majakovskij è stato considerato per antonomasia il poeta della Rivoluzione: tra le tantissime voci poetiche che la Russia seppe regalare alla cultura mondiale nei primi decenni del Novecento, quella di Majakovskij è stata spesso vista come la più allineata, la più rispondente ai dettami del regime sovietico. Majakovskij decise di interrompere violentemente la sua esistenza, con un colpo di pistola al cuore, il 14 aprile 1930.
I motivi che lo condussero al suicidio, che non sono stati ancora del tutto chiariti, furono «la campagna condotta contro di lui dalla critica di partito, le delusioni politiche e motivi amorosi...» quali la passione per la giovanissima attrice (22 anni) Veronica Polonskaja, sua amante, che rifiutò di divorziare dal marito per sposare il poeta poiché «Veronika capiva perfettamente che accanto a Lilja Brik non poteva esserci nessuna esistenza comune tra lei e Majakovskij.»

Nella sua lettera di addio scrisse: 
Con la sua morte si chiude l'utopia civile di "una generazione che ha dissipato i suoi poeti".

## Opere

### Teatro
- Vladimir Maiakovki (1913, titolo dato per errore dalla censura, secondo l'autore doveva essere La ferrovia o L'insurrezione delle cose)
- Mistero buffo (1918 e 1921)
- E che ne direste se?... (1920)
- Operetta teatrale sui popy i quali non comprendono che cos'è una festa (1921)
- Vari modi di trascorrere il tempo festeggiando le feste (1922)
- Il campionato della lotta mondiale di classe (1935, ma scritto nel 1920)
- L'impresa di ieri (1939, ma scritto nel 1921)
- Radio-Ottobre (1926, in collaborazione con Osip Brik)
- La cimice (1928)
- Il bagno (1929)
- Mosca arde (1930)

### Cinescenari
- Baryšnja i chuligan (Барышня и хулиган), per il film La signorina e il teppista, diretto da Vladimir Majakovskij e Evgenij Slavinskij (1918)
- Ragazzi (1926)
- L'elefante e il fiammifero (1926)
- Il cuore del cinema, ovvero il cuore dello schermo (1926)
- L'amore di Sckafoloubov, ovvero due epoche, ovvero un cicisbeo da museo (1926)
- Dekabriuchov e Oktiabriuchov (1926)
- Come state? (1926)
- Storia di un revolver (1928)
- Il compagno Kopytko, ovvero via il grasso! (1936, ma scritto nel 1927)
- Dimentica il caminetto (1936, ma scritto nel 1927)

### Poemi
- La nuvola in calzoni (1915)
- Il flauto di vertebre (1916)
- Guerra e universo (1917)
- Uomo (1918)
- 150.000.000 (1921)
- Amo (1922)
- La quarta internazionale (1922)
- La quinta internazionale (1922)
- Di questo (1923)
- Agli operai di Kursk che hanno estratto il primo minerale (1923)
- Vladimir Lenin (1925)
- Il proletario volante (1925)
- Bene! (1927)
- A piena voce (1930)

Ha inoltre scritto 534 poesie (dal 1912 al 1930), 79 prose, e 39 articoli e interventi.

## In traduzione italiana
- Lenin, a cura di Pietro Antonio Zveteremich, Einaudi, Torino 1946
- Poeti russi, in Poeti del Novecento, a cura di Elena Croce, Einaudi, Totrino 1960
- Il fiore del verso russo, a cura di Renato Poggioli, Einaudi, Torino 1949; Mondadori, Milano 1961
- Poesia russa del Novecento, a cura di Angelo Maria Ripellino, Guanda, Parma 1954; Feltrinelli, Milano 1960
- Opere, 4 voll., a cura di Ignazio Ambrogio, traduzioni di Ignazio Ambrogio, Giovanni Crino, Mario De Micheli, Giovanni Ketoff, Mario Socrate, Pietro Zveteremich, Roma, Editori Riuniti, 1958; in 8 voll., 1972; 1980
- Come far versi, trad. di Ignazio Ambrogio e Giovanni Crino, Editori Riuniti, Roma 1961; prefazione di Franco Cordelli, 1993
- Poemi, a cura di Ignazio Ambrogio, 1963
- Lenin, a cura di Angelo Maria Ripellino, Einaudi, Torino 1967
- Opere scelte, a cura di Mario De Micheli, Feltrinelli, Milano 1967
- Poesia e rivoluzione, a cura di Ignazio Ambrogio, Editori Riuniti, Roma 1968
- Lettere d'amore a Lilja Brik, traduzione di Laura Boffa, introduzione di Giansiro Ferrata, Sugar, Milano 1969; Mondadori, Milano 1972
- Poeti russi nella rivoluzione, a cura di Bruno Carnevali, Newton Compton, Roma 1971
- Poesie, a cura di Serena Vitale, Garzanti, Milano 1972
- Poesie, a cura di Maria Roncali Doria, Newton Compton, Roma 1975
- Per conoscere Majakovskij, a cura di Giovanni Buttafava, Mondadori, Milano 1977
- L'amore è il cuore di tutte le cose. Lettere 1915-1930, a cura di Bengt Jangfeldt, trad. di Serena Prina, Mondadori, Milano 1985; Neri Pozza, Vicenza 2005
- A piena voce. Poesie e poemi, a cura di Giovanna Spendel, Mondadori, Milano 1991
- La mia scoperta dell'America, a cura di Cristina d'Audino, Passigli, Firenze 1991
- La nuvola in calzoni, a cura di Remo Faccani, Marsilio, Venezia 1992
- Cinema e cinema, a cura di Alessandro Bruciamonti, Stampa alternativa, Roma 1993; Nuovi equilibri, Viterbo, 2006
- La nuvola in pantaloni, traduzione di Marija Achmatova e Giuseppe D'Ambrosio Angelillo, Acquaviva, Acquaviva delle Fonti, 1993
- Le più belle poesie di Vladimir Majakovskij, a cura di Paolo Galvagni, introduzione di Oleg Smola, Crocetti, Milano 1994
- La leggenda di cinelandia (con Lilja Brik), a cura di Gianni Toti, Fahrenheit 451, Roma 1994
- 18 canti di libertà, Mondadori, Milano 1996
- America, a cura di Fernanda Lepre e Stefano Trocini, Voland, Roma 1997
- Compagno governo. Gli scritti politici, a cura di Gabriele Mazzitelli, Ponte alle Grazie, Milano 1998
- Il flauto di vertebre. Prime poesie, 1912-1916, a cura di Bruno Carnevali, Passigli, Firenze 1999
- Ti bacio una due tre volte. Lettere 1915-1917 (con Elsa Triolet), a cura di Chiara Travi, prefazione di Bengt Jangfeldt, Archinto, Milano 2000
- Vladimir Majakovskij, prefazione di Tullio De Mauro, a cura di Guglielmo Ruiu, Editori Riuniti, Roma 2002
- Per la voce, traduzione di Massimo Baraldi, Gallino, Milano 2002; La vita felice, Milano 2009
- La nuvola in calzoni, a cura di Ferruccio Martinetto, Clinamen, Firenze 2003
- Poesie, a cura di Giovanna Spendel, prefazione di Vittorio Strada, Corriere della sera, Milano 2004
- Trame urbane, a cura di Paolo Galvagni, L'Obliquo, Brescia 2004
- Il cavallino di fuoco, trad. Gabriella Schiaffino e Antonio Porta, Nugae, Genova 2006
- Come far versi?, traduzione di Marija Antipova, Acquaviva, Acquaviva delle Fonti 2008
- Mistero buffo, traduzione di Marija Antipova, Acquaviva, Acquaviva delle Fonti 2008
- Poesie, a cura di Guido Carpi, introduzione di Stefano Garzonio, BUR, Milano 2008
- Di questo, a cura di Anna Omodei Zorini, Passigli, Firenze 2009
- La nuvola con le braghe, a cura di Piero Marelli, La vita felice, Milano 2010
- Di cento soli arde il tramonto, a cura di Aldo Nove, Corriere della sera, Milano 2012
- Ode alla Rivoluzione. Poesie 1917-1923, a cura di Bruno Carnevali, Passigli, Firenze 2012
- Poesie d'amore e di rivoluzione, a cura di Ilaria Pittiglio, Red Star, Roma 2012
- Tutte le poesie 1912-1930. Versione filologica, a cura di Bruno Osimo, 9788831462570, Milano 2022
- Poesie d'amore. 1913-1930, a cura di Paola Ferretti, Einaudi, Torino, 2023.

## Riferimenti nella cultura di massa
La vita e la poesia di Majakovskij hanno ispirato vari artisti nel campo della musica e del cinema.
- Il cantautore Rino Gaetano ha composto opere teatrali ispirate a Majakovskij; in un'intervista a Discoring del 1978, in risposta a una domanda di Gianni Boncompagni sul testo della canzone Gianna, affermò di adottare per le sue creazioni la tecnica di distruzione del testo, operata da Ionesco e Majakovskij nelle loro composizioni[19].
- Fabrizio De André citò Majakovskij nel brano Un matto (e dopo maiale, Majakovskij e malfatto continuarono gli altri fino a leggermi matto), tratto da Non al denaro non all'amore né al cielo.
- Vinicio Capossela citò Majakovskij nel brano Moskavalza, contenuto nell'album Ovunque Proteggi.
- Il poeta è citato, nella canzone Morire del gruppo CCCP - Fedeli alla linea; anche i primi versi della loro canzone Roco Roço Rosso sono una citazione del poema Bene!
- Al poeta è stata dedicata la canzone Majakovskij de Il Teatro degli Orrori contenuta nell'album A sangue freddo.
- Nella canzone "Norman", contenuta nell'album "AUFF!!" del gruppo Management Del Dolore Post Operatorio, Majakovskij viene citato nella strofa: Primavera a Praga/ Il fuoco di Jan Palach te lo ricordi?/ Majakovskij s'è sparato/ Forse anche in Russia le speranze sono morte.
- Majakovskij viene citato dalla band Offlaga Disco Pax nella canzone Khmer Rossa, contenuta nell'album Socialismo Tascabile.
- Il cantautore Claudio Lolli cita indirettamente l'opera di Majakovskij La mia scoperta dell'America nel suo disco del 2006 intitolato La scoperta dell'America, la cui prima traccia si intitola (Il grande poeta russo) Majakovskij alla scoperta dell'America.
- Il musicista Arlo Bigazzi e l'attrice Chiara Cappelli hanno scritto e inciso una Cantata per Vladímir Vladímirovic contenuta nella loro opera Majakovskij! Il futuro viene dal vecchio ma ha il respiro di un ragazzo.
- Majakovskij viene citato nei film I cento passi, Prendimi l'anima e Berlinguer ti voglio bene. In quest'ultima pellicola dà il nome a un ipotetico centro sociale, la Casa del popolo Majakovskij.
- Nelle Avventure di Giuseppe Bergman, fumetto di Milo Manara, il protagonista se la prende con Majakovskij per il suo gesto estremo. Il poeta viene rappresentato nell'atto di spararsi alla tempia poi qualcuno fa notare che non è morto esattamente così. Non si capisce se sia stato un errore di Manara poi corretto la puntata successiva (il fumetto era pubblicato a puntate) o se sia stato voluto.